# Cantonul Saint-Cloud
Cantonul Saint-Cloud este un canton din arondismentul Boulogne-Billancourt, departamentul Hauts-de-Seine, regiunea Île-de-France, Franța.

## Comune
| Comune      | Populație (1999) | Cod poștal | Cod INSEE |
| ----------- | ---------------- | ---------- | --------- |
| Saint-Cloud | 29.772           | 92.210     | 92 064    |